# Ebenavia maintimainty
Ebenavia maintimainty är en ödleart som beskrevs av  Ronald Archie Nussbaum och Raxworthy 1998. Ebenavia maintimainty ingår i släktet Ebenavia och familjen geckoödlor. IUCN kategoriserar arten globalt som starkt hotad.
Artens utbredningsområde är Madagaskar. Inga underarter finns listade i Catalogue of Life. Honor lägger ägg.